# Újvidéki Színház
Az Újvidéki Színház (szerb nyelven: Novosadsko pozorište) vajdasági magyar színház, az egyetlen magyar színház Újvidéken. 1974-es első bemutatója, Örkény István Macskajátéka óta szakadatlanul működik, szakmai elismertsége Magyarországon és Szerbiában (tágabb értelembe véve a Nyugat-Balkánon) is jelentős. Igazgatója 2023 óta Urbán András rendező, művészeti vezetője 2016 óta Lénárd Róbert rendező, drámaíró. Húsztagú társulata olyan jelentős, többszörösen díjnyertes tagokat számlál, mint Elor Emina, Mészáros Árpád vagy Krizsán Szilvia. 

### Rövid történet
Az Újvidéki Színház 1973-ban alakult meg, akkor még társulat nélkül működött, az Újvidéki Rádió saját társulatát "kölcsönvéve" előadásaihoz. Első bemutatója 1974 január 27-én Örkény István Macskajátéka volt. Lakhelye ekkor még az Ifjúsági Tribün volt (ma: Újvidéki Ifjúsági Kulturális Központ). Első igazgatója Németh P. István publicista volt.
Jelenlegi lakhelyére, az akkor Ben Akiba néven létező vidám színpad épületébe a Jovana Subotića utca 3-5. szám alá 1985-ben költözött át a színház. Ekkor már jelentős elismeréseket tudhatott a magáénak és a jugoszláv és közép-európai színházi szcéna nagyjai rendeztek ott: ekkor született Harag György Csehov-trilógiája (Három nővér, Cseresnyéskert, Ványa bácsi), de rendezett a társulatnak Zlatan Dorić, Ljubomir Draškić, Vladimir Milčin, Želimir Orešković, L'uboslav Majera, Vidnyánszki Attila, Tompa Gábor, Verebes István, Babarczy László, Székely Gábor.
Mellettük alkalom nyílt arra is, hogy a pályakezdő vajdasági magyar rendezők is az Újvidéki Színházban dolgozzanak: Hernyák György, Andrássy Attila, Bambach Róbert, Vajda Tibor, Pintér Gábor ebben a színházban diplomáztak vagy rendeztek.
"A színház mindenkori vezetősége arra törekedett, hogy a legkiválóbb rendezők, vendégművészek meghívásával színesítse, gazdagítsa a színház repertoárját. Akik már dolgoztak ezzel a társulattal, szívesen járnak vissza, hiszen az itt működő csapatszellem és a kitartó munka színvonala a különböző itthoni és magyarországi fesztiválokon elért sikerekkel is bizonyítható.
A megfelelő alkotók kiválasztása mellett ugyanilyen fontos szempont a repertoár összeállítása. Színházunk évente átlagosan 5 bemutatóval lép közönsége elé és ugyanennyit tartunk repertoáron az előző évad előadásaiból is." - áll az Újvidéki Színház weboldalán.
Az Újvidéki Színház az utóbbi években kétszer s megnyerte a Szerbia legjelentősebb nemzeti fesztiváljának számító Sterioja Játékokat (2014., Neoplanta, 2019. Hasszán aga felesége), megjelent a nemzetközi hírű BITET fesztiválon, kétszer nyerte meg a Kisvárdai Magyar Színházak Fesztiválját (2013. Opera ultima, 2018. Borisz Davidovics síremléke), valamint 2014-ben az Opera ultima lett a POSZT legjobb előadása. 

### Jelentős előadások
- Friedrich Dürrenmatt: Play Steinberger (1974., rendező: Radoslav Dorić)
- Peter Weiss: Mockinpott úr kínjai és meggyógyíttatása (1974. rendező: Radoslav Dorić)
- Edward Albee: Nem félünk a farkastól (1976., rendező: Vajda Tibor)
- Molnár Ferenc: Játék a kastélyban (1977., rendező: Ljubomir Draškić)
- Csehov: Három nővér, Cseresnyés kert, Ványa bácsi (1978, 1979,1981., rendező: Harag György)
- Samuel Beckett: Godot-ra várva (1980., rendező: Ifj. Szabó István)
- Tolnai Ottó: Bayer aszpirin (1982., rendező: Jancsó Miklós)
- Slavomir Mrozek: Tangó (1982., rendező: Ljubomir Draškić)
- Kosztolányi Dezső: Édes Anna (1982., rendező: Harag György)
- Kao Hszing-csien: A buszmegálló (1984., rendező: Harag György)
- Slavomir Mrozek: Ház a határon (1984., rendező: Milan Belegišanin)
- Örkény István: Tóték (1987., rendező: Székely Gábor)
- Molnár Ferenc: Liliom (1990., rendező: Babarczy László)
- Georg Büchner: Woyczek (1990., rendező: Tompa Gábor)
- Tolnai Ottó: Paripacitrom (1991., rendező: Tömöry Péter)
- Henrik Ibsen: Kísértetek (1992., rendező: Vidnyánszki Attila)
- Friedrich Dürrenmatt: Fizikusok (1996., rendező: Hernyák György)
- Várkonyi Miklós: Sztárcsinálók (1998., rendező: Nagy Viktor)
- Luigi Pirandello: Hat szereplő szerzőt keres (1999., rendezte: George Ivascu)
- Örkény István: Pisti a vérzivatarban (1999., rendező: László Sándor)
- Galt MacDermot-James Rado-Gerome Ragni: Hair (2001., rendező: Nagy Viktor)
- Bertolt Brecht: A szecsuáni jóember (2001., rendező: Zsótér Sándor)
- Hamvas Béla: Pác (2002., rendező: Mezei Kinga)
- Domonkos István: Via Italia (2003., rendező: Mezei Kinga)
- Anton Pavlovics Csehov: A pojáca (2004., rendező: Fodor Tamás)
- Médeia-körök (2005., rendező: Tompa Gábor)
- Matei Vişniec: A kommunizmus története elmebetegek számára elmesélve (2006., rendező: Anca Bradu)
- Richard O'Brian: Rocky Horror Show (2007., rendező: Nagy Viktor)
- Maja Pelević: Narancsbőr (2009., rendező: Kokan Mladenović)
- Peter Weiss: Marat the Sade (2012., rendező: Urbán András)
- Kokan Mladenović-Gyarmati Kata: Opera ultima (2013., rendező: Kokan Mladenović)
- Gerhardt Hauptmann: Patkányok (2013., rendező: Alföldi Róbert)
- Végel László: Neoplanta (2014., rendező: Urbán András)
- Matei Vişniec: III. Richárd betiltva (2014., rendező: Anca Bradu)
- Katona József: Bánk bán (2014., rendező: Urbán András)
- Németh Ákos: Babett hazudik  (2015., rendező: Antal Attila)
- Svetislav Basara: Fáma a biciklistákról (2016., rendező: Lénárd Róbert)
- Balog-Német-Lénárd: Fekete (2017., rendező: Žanko Tomić)
- Danilo Kiš: Borisz Davidovics síremléke (2017., rendező: Alekszandar Popovszki)
- Ljubomir Simović: Hasszán aga felesége (2018., rendező: Urbán András)
- Klaus Mann: Mephisto  (2021., rendező: Boris Liješević)

- Ljubomir Simović: A Šopalović vándortársulat (rendező: Táborosi Margaréta)
- William Shakespeare:  III. Richárd (rendező: Dejan Projkovszki)
- Fjodor Dosztojevszkij: Az idióta   (rendező:Andrej Cvetanovszki)
- Terék Anna: Láthatatlan kölykök  (rendező: Lénárd Róbert)
- Tasnádi István: Nexxt  (rendező: Urbán András)
- Lev Tolsztoj: Anna Karenina  (rendező: Dejan Projkovszki)
- Urbán András: Történt egyszer Újvidéken (2024., rendező : Urbán András)

További információk
Az Újvidéki Színház honlapja Archiválva 2021. január 18-i dátummal a Wayback Machine-ben